# Хона
Хона (также хвана, хвона; англ. hwana, fiterya, hona, hwona, tuftera) — язык центральночадской ветви чадской семьи, распространённый на востоке Нигерии в северной части штата Адамава и в приграничных с ней районах южной части штата Борно. Язык народа fiterya.Относится к восточным языкам группы тера. Численность говорящих — около 32 000 человек (1992). Язык бесписьменный.

## Вопросы классификации
Язык хона относится к группе языков тера в классификации афразийских языков британского лингвиста Роджера Бленча (Roger Blench), в классификации, опубликованной в работе С. А. Бурлак и С. А. Старостина «Сравнительно-историческое языкознание», в классификации чешского лингвиста Вацлава Блажека (Václav Blažek), а также в классификации чадских языков в статье В. Я. Порхомовского «Чадские языки», опубликованной в лингвистическом энциклопедическом словаре, в которой хона вместе с га’анда противопоставлены в составе группы тера языкам тера и джара. Язык хона наиболее близок языкам тера, джара, га’анда, нгваба, ньиматли, пидлими (хина), габин и бога. 

В классификации, представленной в справочнике языков мира Ethnologue, хона включён в число восточных языков подгруппы А1 группы А ветви биу-мандара.

## Ареал и численность
Основная территория распространения языка хона в штате Адамава находится в районе Гомби (англ. Gombi), небольшая часть носителей хона живёт в районах Хонг (англ. Hong) и Сонг (англ. Song). Ареал языка хона размещён в окружении ареалов родственных ему центральночадских языков. С севера и востока к области распространения хона примыкает ареал языка южный марги, с юго-востока — ареал языка бога, с юга — ареал языка нгваба, с запада — ареал языка га’анда, с северо-запада — ареал языка бура-пабир. Исключение составляют некоторые юго-восточные и юго-западные районы территории распространения хона, которые граничат с ареалом неродственных ему диалектов адамава нигеро-конголезского языка фула.
Численность носителей языка хона по данным справочника языков мира Ethnologue составляет около 32 000 человек (1992). По данным сайта Joshua Project численность этнической группы хона, или fiterya — 53 000 человек. Носители хона также говорят на языках фула, хауса и на родственных центральночадских языках га’анда и кильба (хыба).
Самоназвание народа, говорящего на хона — fiterya. В его составе выделяются территориальные группы: хона гуяку (англ. hwana guyaku), хона тава (англ. hwana tawa), нгитамбара (англ. ngithambara) и хона барни (англ. hwana barni). В основном исповедуют ислам, также есть христиане и приверженцы традиционных верований.